# Frans Schartau (1889–1921)
Frans Johan August Schartau, född 7 augusti 1889 i Hova församling, död 11 mars 1921, var en svensk tecknare.
Han var son till apotekaren Johan Fredrik Schartau och Ellen Bergendahl.
Schartau medverkade 1915 med teckningar och målningar i Vårsalongen på Birger Jarlsgatan i Stockholm. Som illustratör har han illustrerat Gustaf Ullmans novell Julhälsning 1912.